# ロシア人の一覧
ロシア人の一覧では、ロシアの出身者を出身地別の五十音順に一覧する。地域としてのロシアの出身者を一覧するため、民族的にロシア人であるとは限らない。
以下の分野別のロシア人の一覧記事も参照。
- ロシア君主一覧
- ロシア大公一覧
- ロシア大公女・大公妃一覧
- ロシアのサッカー選手一覧
- ロシアのバレーボール選手一覧
- ロシアの画家一覧
- ソビエト連邦の指導者の一覧

## ヨーロッパ・ロシア（北西連邦管区・中央連邦管区・沿ヴォルガ連邦管区）

### ア行
ア
- ピョートル・アーヴェン（1955年3月16日 - ） - ロシアの金融共同体アルファ・グループの子会社アルファ・バンクを経営する実業家[1]。
- ヴァシーリー・アクショーノフ（1932年8月20日 - 2009年7月6日） - 小説家[2]。ソビエト連邦時代の1960年に発表した小説作品「同級生」がスターリン批判により若い世代に大きな反響を巻き起こしたことで有名[2]。
- ウラジーミル・アグロンスキー（不明） - モスクワ室内歌劇場管弦楽団[3]の指揮者[4]。
- アイザック・アシモフ（1920年1月2日 – 1992年4月6日） - アメリカ合衆国で活躍したロシア生まれのSF作家[5]。「ロボット工学の三原則」を提唱した[5]。
- ウラディーミル・アシュケナージ（1937年7月6日 - ） - ピアニスト[6]。1955年ワルシャワのショパン・コンクールおよび1956年ブリュッセルのエリザベート王妃コンクール1位を獲得した実績を持つ[6]。
- ウラジーミル・アトラソフ（1697年 - 1699年） - 探検家[7]。カムチャッカ半島を発見した[7]。
- アンドレイ・アブドゥバリエフ（1966年6月30日 - ） - 陸上競技選手[8]。1990年代前半を代表するハンマー投選手だった[8]。
- アルスー（1983年7月27日 - ） - ポップ・ミュージック歌手。ユーロビジョン・ソング・コンテストの2000年大会でロシア代表として参加し、2位を勝ち取った。また、ユーロビジョン・ソング・コンテスト2009の決勝大会では司会を務めている。本名はアルスー・ラリーフ・クズ・アブラモヴァといい、タタールスタン共和国の出身である。
- アントン・アレンスキー（1861年7月12日 - 1906年2月25日） - 19世紀末から20世紀初頭の作曲家、教育者[9]。モスクワ音楽院で教授職に就き後進の教育に尽力後、作曲家として大成した[9]。
- ジョン・ジュリアス・アンガースタイン（英語版）（1732年 - 1823年1月22日） - 19世紀にイギリスで活動していた銀行家[10]。生前収集していた絵画コレクション38点がロンドンのナショナル・ギャラリーの初期展示絵画となった[10]。
- パヴェル・アントコーリスキー（1896年7月1日 - 1978年） - ソビエト連邦の詩人[11]。1946年にスターリン賞を受賞した[11]。
- オリェーク・アントーノフ（1906年2月7日 - 1984年4月4日） - ソビエト連邦の航空機設計者[12]。アントノフ設計局の設立者[12]。
- パーヴェル・アンネンコフ（1813年7月1日 - 1887年3月20日） - ロシア帝国出身の文芸評論家。回想録・伝記作家として数々の著作を遺しており、アレクサンドル・プーシキンの著作を纏めた『プーシキン全集』を初めて刊行したことで知られている。

イ
- ミハイル・イッポリトフ＝イワノフ（1859年11月19日 - 1935年1月28日） - ロシアの作曲家、指揮者[13]。モスクワ音楽院の院長を経てボリショイ劇場の指揮者となった[13]。
- スルタン・イブラギモフ （1975年3月8日 - ） - 元プロボクサー。元WBO世界ヘビー級王者[14]。
- アンドレイ・イラリオノフ（1961年9月16日 - ） - 経済学博士。ロシア大統領ウラジーミル・プーチンの元経済顧問[15]。
- イーゴリ・イワノフ（1945年9月23日 - ） - 政治家。ロシア安全保障会議書記を経て1998年9月より[16]ロシア外務大臣[17]。
- ワレンチン・イワノフ（1934年11月19日 - 2011年11月8日） - ソビエト連邦の元オリンピック代表サッカー選手、ソ連代表チーム監督、コーチ[18]。

ウ
- イヴァン4世（1530年8月25日 - 1584年3月18日）- モスクワ大公、モスクワ・ロシアの初代ツァーリ。イヴァン雷帝の異名を持つ。本名はイヴァン・ヴァシリエヴィチ
- アレクサンドル・ヴァシレフスキー（1895年9月30日 - 1977年12月5日）- ソ連時代の軍人でソ連軍司令官。ソ連邦元帥。ソ連邦英雄
- トリフォン・ヴァヤツキー（ロシア語版）（1546年 - 1612年10月18日）- 16-17世紀の聖人。帝政ロシアのアルハンゲリスク県ピネジスキー郡（ロシア語版）出身
- ディアナ・ヴィシニョーワ（1976年7月13日 - ）- バレエダンサー。有数のバレエ団と客演しており、2000年代にはアメリカン・バレエ・シアターのゲスト･プリンシパルとしても活躍
- ピョートル・ヴィドゲンシュテイン（英語版）（1769年1月17日 - 1843年6月11日） - ロシア帝国の軍人。ナポレオン戦争でナポレオン・ボナパルトと対決したほか、1828年の対トルコ戦ではロシア全軍を率いた[19]。
- ヴィクトル・ヴィノグラードフ（1895年1月12日 - 1969年10月4日） - ソビエト連邦科学アカデミーの言語学者、文芸評論家、スラブ学者、教育者[20]。レニングラード州立大学、モスクワ州立大学などで教鞭を取った[20]。
- グリゴリー・ヴィノクール（言語学者[要出典]）
- レフ・ヴィノクール（英語版）（生年不明 - ） - ピアニスト。ジーナ・バッカウアー国際ピアノコンクール2002年銅メダリスト[21]。
- ボリス・ヴィルデ（1908年7月8日 - 1942年2月23日） - 言語学者・民族学者。帝政ロシアの生まれで1936年にフランスに帰化。対独レジスタンス「人類博物館グループ（フランス語版）」の指導者。
- アレクサンドル・ヴェデルニコフ（1927年12月23日 - 2018年1月9日） - ボリショイ劇場のバス歌手[22]。
- アレクサンドル・ヴェデルニコフ（1964年1月11日 - ） - 指揮者、上記バス歌手を父、モスクワ音楽院のオルガン教授を母とする[23]。ロシア・フィルハーモニー交響楽団の設立者[22]。2018年よりデンマーク王立歌劇場の首席指揮者[22]。
- エカテリーナ・ヴォルコワ（1978年3月12日 - ） - ロシアの女子陸上競技選手[24]。2005年世界選手権女子3000m障害で銀メダルを獲得し、2008年北京オリンピックの金メダリスト[24]。
- アルカーディ・ヴォロドス（1972年2月24日 - ） - ロシアのピアニスト[25]。技巧派で知られる[25]。
- ヴィタリー・ウォロトニコフ（1926年1月20日 - 2012年2月20日） - ソビエト連邦の政治家。ミハイル・ゴルバチョフ時代（初期）にロシア・ソビエト連邦社会主義共和国閣僚会議議長（首相）を務めていた。
- アレクサンドル・ロマーノヴィチ・ヴォロンツォフ（1741年2月4日 - 1805年12月2日） - ロシア帝国の政治家。15歳の時にイズマイロフスキー連隊へ入隊しており、のちに同帝国の外交官や帝国宰相（ロシア語版、英語版）を務めた
- セミョーン・ヴォロンツォフ（1744年6月26日 - 1832年7月9日） - ロシア帝国の外交官。アレクサンドル・ロマーノヴィチ・ヴォロンツォフとは兄弟であり、彼は弟に当たる。
- ミハイル・セミョーノヴィチ・ヴォロンツォフ（1782年5月30日 - 1856年11月18日） - ロシア帝国の陸軍元帥。貴族出身でありアレクサンドル・ロマーノヴィチ・ヴォロンツォフの甥に当たる。
- フョードル・ウシャコフ（1744年2月24日 - 1817年10月24日） - 18世紀のロシア帝国の軍人。当時のロシア海軍の指揮官の一人で、露土戦争、テンドラ島沖海戦、カリアクラ岬海戦、フランス革命戦争、イタリア戦線において数多くの戦績を残している。
- ドミトリー・ウスチノフ（1908年10月30日 - 1984年12月21日） - ソビエト連邦の政治家[26]。国防工業大臣、副首相などを歴任し最終的に民間人として初の国防相となったが在任中に死去した[26]。
- ピョートル・ヴラーンゲリ（1878年8月27日 - 1928年4月25日） - ロシア帝国の軍人、南ロシア軍、ロシア軍の司令官。日露戦争、第一次世界大戦、ロシア南北戦争に参加したほか、ロシア全軍連合を創設した[27]。

エ
- ボリス・エイヘンバウム（1886年10月4日 - 1959年10月24日） - ロシアの文学評論家[28]。当初医学を学び、平行して音楽にも興味を持ったが中途放棄し言語学者となり、その後文芸評論家で身を立てた[28]。
- ユーリ・エゴロフ（1954年5月28日 - 1988年4月16日） - ソビエト連邦出身、オランダに亡命したピアニスト[29]。亡命後、多くの聴衆を魅了する活動を続けたが33歳で死去した[30]。
- ミハイル・エプシュテイン（英語版）（1950年4月21日 - ） ロシアの文芸研究者、エッセイスト、哲学者[31]。現代ロシアのポストモダン文化に関する論考で知られる[32]。
- イワン・エフレーモフ（1907年4月22日 - 1972年10月5日） - ソビエト連邦のSF作家、古生物学者、探検家[33]。代表作に「アンドロメダ星雲」「星の船」「かみそりの刃」など[33]。
- ウラジーミル・エフロイムソン（ロシア語版、英語版）（1908年11月21日 - 1989年7月21日）- ソ連時代の遺伝学者。
- フョードラ・ウラージーミロヴィチ・エメリアニェンコ（1976年9月28日 - ） - ロシアの総合格闘家。2016年9月28日時点で10年間不敗記録の保持者[34]。
- アレキサンドル・エメリアニェンコ（1981年8月2日 - ） - ロシアの総合格闘家。上記フョードラ・エメリアニェンコの弟[35]。
- ガラ・エリュアール（1894年8月26日 - 1982年6月10日） - ロシア生まれの芸術家。当初詩人ポール・エリュアールの妻、後に再婚し画家サルバドール・ダリの妻[36]。

オ
- レオ・オーンスタイン（1893年12月2日 - 2002年2月24日） - ロシア出身のピアニスト、作曲家。アメリカ合衆国のイェール大学による伝記では「ヴェルディ、ストラヴィンスキー、ヘヴェルガル・ブライアンなどを凌駕する作曲家」と評されている[37]。

### カ行
- アッラ・ガーバー（ロシア語版、英語版） （政治家・ジャーナリスト。映画評論家としても活動している）
- リェーナ・カーチナ（歌手）
- ラリーサ・カードチュニコヴァ（女優）
- チーナ・カーロリ（歌手）
- エゴール・ガイダル（政治家）
- ヴェニャミン・カヴェーリン（作家）
- コンスタンチン・ペトロヴィチ・カウフマン Konstantin Kaufman （将軍・政治家）
- ユーリ・ガガーリン（宇宙飛行士）
- イワン・ドミートリエヴィチ・カサートキン（修道司祭・宣教師）
- マトヴェイ・カザコフ（建築家）
- ミハイル・カシヤノフ（政治家）
- ニコライ・カシン Nikolay Ivanovich Kashin(Kaschin) (1825–1872) （軍医。カシン・ベック病 Kashin-Beck disease の名前のもと）
- ドミトリー・カバレフスキー（作曲家）
- パルラディ・カファロフ（ロシアの中国研究者 (初期)、パラディウス、パルラディウスとも呼ばれる場合がある)
- エフゲニー・カフェルニコフ（テニス選手）
- オシップ・ガブリローヴィチ Ossip Gabrilowitsch （ペテルブルク出身のピアニスト・指揮者。ユダヤ系）
- ワレンチン・ガブリロフ（陸上選手）
- ミハイル・チモフェエヴィチ・カラシニコフ（銃器設計者）
- ミハイル・カリーニン（革命家で政治家。オールド・ボリシェヴィキでソ連最高会議幹部会議長の歴任者。トヴェリ出身）
- ヴァシリー・カリンニコフ（作曲家）
- タマラ・カルサヴィナ（バレリーナ）
- アレクサンドル・カレリン（レスリング選手）
- ワシリー・カンディンスキー（画家）
- エフゲニー・キーシン（ピアニスト）
- マリア・キセリョーワ（シンクロナイズドスイミング選手）
- アレクサンドル・キタイゴロツキー Aleksandr Kitajgorodskij （物理学者）
- ギュンズブルク家 Gjuncburg - もともとはベラルーシ出身
- セルゲイ・キーロフ（革命家、政治家）
- アレクサンドル・ギンズブルク（ジャーナリスト。ダニエル・シニャフスキー裁判の異論派、ユダヤ系）
- エヴゲニヤ・ギンズブルク（エフゲニヤ・ギンズブルク）（作家、ユダヤ系）
- ジョルジュ・ギュルヴィッチ（社会学者）
- ヴィタリー・ギンツブルク（物理学者、ノーベル物理学賞受賞者）
- ニコライ・クズネツォフ（軍人）
- スベトラーナ・クズネツォワ（テニス選手）
- ミハイル・クトゥーゾフ（帝政ロシア時代の軍人。外交官でもあった）
- レフ・グミリョフ（歴史家。民俗学者で人類学者でもあった）
- フョードル・クラコフ（政治家）
- ユーリ・グラズコフ（宇宙飛行士。ソ連の空軍少将でもあった）
- アレクサンドル・グラズノフ（作曲家）
- ヨシフ・クーリッシェル Iosif Kulisher(Kulischer) （経済史家。ユダヤ系）
- ヴァシリー・クリュチェフスキー（歴史家）
- イゴール・クリード（ロシア語版、英語版）（歌手。ペンザ州出身）
- アレクサンドル・グリーン
- マリア・グリンベルク（ピアニスト）
- ミハイル・グリンカ（作曲家）
- セルゲイ・クルグロフ (政治家)
- レオニード・クロイツァー（指揮者・ピアニスト）
- エフレム・クルツ（音楽家。ユダヤ系）
- ピョートル・クロポトキン（思想家）
- ウラジーミル・ペーター・ケッペン（気象学者・植物学者。ドイツ人）
- ラファエル・フォン・ケーベル（哲学者・音楽家。ドイツ人）
- アレクサンドル・ゲルツェン（ヤコヴレフ）（作家、思想家。母親がドイツ人）
- ユーリー・ゲルマン（作家。ユダヤ系）
  - アレクセイ・ゲルマン（映画監督）
- アレクサンドル・ケレンスキー （政治家）
- アレクサンドル・コジェーヴ（哲学者）
- アレクセイ・コスイギン（政治家）
- アンドレイ・コズイレフ（政治家）
- アンドレイ・コズロフ（ロシア語版、英語版） （政治家。ロシア連邦中央銀行の第一副総裁であったが2006年に暗殺されている）
- アレクサンダー・コブリン（ピアニスト）
- キリル・コムバロフ（サッカー選手）
- ヴィタリー・コーマル Vitaly Komar （画家。ユダヤ系）
- マクシム・ゴーリキー（作家）
- ヴィクトール・コルチノイ（チェスプレーヤー）
- アレクサンドル・コルチャーク（軍人・政治家）
- ラーヴル・コルニーロフ（軍人）
- イワン・ゴルノフ（ロシア語版、英語版） （ジャーナリスト）
- リュドミラ・コワリョーワ（ロシア語版）（バレエダンサー。現在ロシアバレエアカデミー（ロシア語版）のバレエ講師を務める。リュドミラ・コヴァレヴァとも）
- イワン・ゴンチャロフ（小説家）
- アンドレイ・コンチャロフスキー（映画監督）
- ロマン・コンドラチェンコ（軍人）

### サ行
- ニコライ・ザテエフ（ソビエト連邦海軍軍人・K-19元艦長）
- アンドレイ・サハロフ（原子物理学者・人権活動家）
- マラト・サフィン（テニス選手）
- アナトリー・サプチャーク（政治家）
- エフゲーニ・ザラフィアンツ（ピアニスト）
- ナタリー・サロート（作家）
- イレーナ・シェビンスカ（ポーランドの陸上競技女子短距離選手）
- ヴィクトル・シクロフスキー（作家、文学研究者。ユダヤ系）
- アンドレイ・ジダーノフ（→ジダーノフ批判）
- ロディオン・シチェドリン（作曲家）
- イヴァン・シマールガウゼン（ヨハネス・シュマールハウゼン） Ivan Fedorovich Shmalgauzen / Johannes Theodor Schmalhausen （動物学者）
- ユーリ・シモノフ （指揮者）
- フョードル・シャリアピン（バス歌手）
- エヴゲニー・シュヴァルツ Evgeny Schwartz（作家）
- ゲンナジー・ジュガーノフ（哲学博士・政治家）
- ゲオルギー・ジューコフ（軍人）
- ニコライ・シュトフ（ロシア語版）（ソ連時代の軍人。戦闘機パイロットであった）
- アンドレイ・パブロヴィチ・シュヴァロフ（ロシア語版）（帝政ロシアの貴族指導者（ロシア語版）。作家としても活動していた）
- ヴャチェスラフ・シュヴァロフ（ロシア語版）（バイアスロン選手）
- ドミートリイ・ショスタコーヴィチ（作曲家。ポーランド人）
- マクシム・ショスタコーヴィチ（ドミートリイ・ショスタコーヴィチの息子で、指揮者・ピアニストとして活動中）
- アレクサンドル・ショーヒン（政治家・経済学者）
- ジャン＝マリー・ショパン（英語版）（帝政ロシア時代の公人で探検家としての一面も持っていた。フランス帰化人である）
- アンナ・シードロヴァ（カーリング選手）
- ガリク・スカチョフ（ロシア語版、英語版）（ミュージシャン、シンガーソングライター。詩人でもあり俳優・映画監督・テレビ番組司会者としても活動）
- アレクサンドル・スクリャービン（作曲家）
- ミハイル・スースロフ（政治家）
- スタニスラフスキー（コンスタンチン・スタニスラフスキー、コンスタンチン・アレクセーイェフ：スタニスラフスキー・システムなど）
- ニコラ・ド・スタール Nicolas de Staël （画家。家系はスタール夫人の夫（スウェーデン系貴族）と同じ家系）
- ワシリー・スタロドゥプツェフ（政治家）
- アナトーリイ・ステッセリ（軍人）
- セルゲイ・ステパーシン（軍人・政治家）
- イーゴリ・ストラヴィンスキー（作曲家）
- ストルガツキー兄弟（SF作家）
- ストロガノフ家（ロシアの貴族）
- ボリス・スパスキー（チェス選手）
- レジーナ・スペクター（シンガーソングライター）
- ワシリー・スミスロフ（チェス選手）
- アレクサンドル・スモレンスキー（実業家）
- イリーナ・スルツカヤ（フィギュアスケート選手）
- ニコラス・スロニムスキー（作曲家）
- アレクサンドル・ゼルドヴィチ（ロシア語版）（映画監督・脚本家。アッラ・ガーバーは母である）
- ウラジーミル・セルプスキー（ロシア語版、英語版）（精神科医。帝政ロシアの出身）
- イーゴリ・セーチン（政治家）
- ソイアー兄弟 - アメリカで活躍したユダヤ系の画家
  - レイフル・ソイアー（ラファエル・ソイヤー） Raphael Soyer
  - モージズ・ソイアー Moses Soyer
  - アイザック・ソイアー Isaac Soyer
- イェフィム・ゾズーリャ Efim Zozulja（作家。ユダヤ系）
- アデリナ・ソトニコワ（元フィギュアスケート選手）
- ゲオルギー・ソフロノフ（ロシア語版） （ソ連時代の軍人。階級は中将でソ連軍の指揮官として活動した。モスクワ州セルプホフ出身）
- アレクサンドル・ソルジェニーツィン（作家）
- ピチリム・ソローキン（社会学者）

### タ行
- イラリオン・ヴォロンツォフ＝ダシュコフ（ロシア語版、英語版）（帝政ロシアの軍司令官。貴族出身で爵位は伯爵であった。数々の功績を遺すのみに止まらず、コーカサス総督府（ロシア語版、英語版）の総督に任命された経歴を持つなど、範囲はロシア史にその名を記すまでに広く深いものとなっている）
- エリザヴェタ・ヴォロンツォヴァ＝ダシュコヴァ（ロシア語版、イタリア語版）（イラリオン・ヴォロンツォフ＝ダシュコフの妻。本名ならび出生名はエリザヴェタ・アンドレエフナ・シュヴァロウァ(Елизавета Андреевна Шувалова) ）
- ユーリー・ダニエリ（作家）
- ヴィクトル・ダニロフ＝ダニリャン（政治家、経済学者）
- オレグ・タバコフ（ロシア語版、英語版）（俳優、演出家）
- ゲンディ・タルタコフスキー（アニメーター。アメリカ合衆国在住）
- アンドレイ・タルコフスキー（映画監督。ウクライナ系）
- パヴェル・チェスノコフ（作曲家）
- セルゲイ・チェトヴェリコフ（ロシア語版、英語版）（遺伝学者）
- ヴィクトル・チェルノフ（帝政ロシア時代の政治家。革命家）
- アレクサンドル・チジャコフ（企業家・政治家。ソ連8月クーデターの首謀者の一人）
- ニコライ・チーホノフ（政治家、ソ連首相）
- ピョートル・チャイコフスキー（作曲家）
- ナデジダ・チェルネツォワ（ロシア語版）（ソ連時代の政治家。農学者でもあった）
- コンスタンチン・ツィオルコフスキー（ロケット開発の技術者）
- イワン・ツルゲーネフ（作家）
- ボリス・ティシチェンコ（作曲家）
- セミョン・デジニョフ（探検家）
- エレーナ・デメンチェワ（テニス選手）
- オレグ・デリパスカ（企業家。新興財閥ロシア・アルミニウム（ルサール）社長）
- ワレンチナ・テレシコワ（ソ連時代の宇宙飛行士。女性初の宇宙飛行を行なったことで知られている）
- ユーリイ・トゥイニャーノフ（作家）
- ミハイル・トゥハチェフスキー（軍人。ソ連邦元帥）
- フョードル・ドストエフスキー（作家）
- トリュフォン（ロシア語版、英語版）（ロシア正教会の司教。ロシア帝国時代のモスクワ出身）
- レフ・トルストイ（作家）
- DJ Julia（DJ）

### ナ行
- マリーヤ・ナウーモヴァ - ロシア出身のラトビアの歌手
- ヴァディム・ナウモフ（フィギュアスケート選手）
- オルズベック・ナザロフ（プロボクサー。世界チャンピオン）
- ウラジーミル・ナボコフ（作家）
- ウラジーミル・ナリフキン（ロシア語版、英語版）（ロシア帝国時代の士官）
- リュドミラ・ナルソヴァ（ロシア語版、英語版）（政治家。連邦院のトゥヴァ共和国代表。ロシア・ユダヤ人会議（ロシア語版、英語版）のメンバーでもある）
- アレクセイ・ナワリヌイ（弁護士。政治活動家としても活動している）
- イゴール・ニクリン（陸上競技選手）
- タマラ・ニジニコワ（ロシア語版、英語版）（オペラ歌手。サマーラ出身）
- ゲンリフ・ネイガウス（ピアニスト。ウクライナ出身のドイツ人）
  - スタニスラフ・ネイガウス Stanislav Neigaus(Neuhaus)（ピアニスト。モスクワ出身）
    - スタニスラフ・ブーニン（ピアニスト）
- ニキータ・ネクラソフ（理論物理学者）
- ニコライ・ノスコフ（歌手）
- ユーリ・ノルシュテイン（アニメ作家。ユダヤ系）

### ハ行
- ウラジーミル・パーリィ（詩人。帝政ロシア末期の生まれで公爵でもある）
- アレクサンドル・バーリャン（ロシア語版）（ソ連時代の詩人）
- ニコライ・バーリャン（ロシア語版）（ソ連・ロシアの政治家）
- フリードリヒ・バイルシュタイン
- アンナ・パヴロヴナ（オランダ王妃）
- イリーナ・ハカマダ（政治家。日系人）
- ミハイル・バクーニン（思想家）
- ボリス・パステルナーク（作家。ユダヤ系）
- ウラジーミル・バソフ（ロシア語版）（俳優）
- バトゥシャンスキー（英語版）（ロシアの姓の一つ。ベッサラビア（現在のモルドバ）に由来する名前である）
- イワン・パブロフ（生理学者）
- ヴァレンチン・パヴロフ（政治家）
- ミリイ・バラキレフ （作曲家）
- ヴィクトル・ハルトマン（ガルトマン）（画家）
- マクシム・ビトーガン（ロシア語版）（俳優。監督）
- ボリス・ピリニャーク（作家。ヴォルガ・ドイツ人）
- ウラディーミル・フェルツマン（ピアニスト）
- ボリス・プーゴ（政治家。ラトビア人）
- アッラ・プガチェヴァ（ロシア語版）（ポップ歌手。兼業家であり、職種はソングライター・ポップディレクター・プロデューサー・映画女優・テレビ司会者と幅広い）
- セミョーン・ブジョーンヌイ（軍人）
- ボリス・ブスラーエフ
- アレクサンドル・プーシキン（作家）
- ウラジーミル・プーチン（政治家）
- イヴァン・ブーニン（ノーベル賞作家）
- スタニスラフ・ブーニン（ネイガウス）（ピアニスト）
- ニコライ・ブハーリン（政治家。ロシア帝国時代は革命家であった）
- ハンス・プフィッツナー（作曲家。ドイツ人）
- ブブノワ
  - ワルワーラ・ブブノワ（美術家）
  - アンナ・ディミトリエヴナ・ブブノワ（小野アンナ） （ヴァイオリニスト。オノ・ヨーコの義理の伯母）
- ヴァレリー・ブラドフ（プロボクサー、世界チャンピオン）
- タチヤーナ・ブラーノヴァ（歌手）
- イリヤ・フランク（物理学者）
- イリヤ・プリゴジン（科学者・物理学者）
- アザリー・プリセツキー（ロシア語版、スペイン語版）（バレエダンサー）
- アレクサンドル・プリセツキー（ロシア語版、英語版）（バレエソリスト。振付師。アザリー・プリセツキーの息子）
- エフゲニー・プルシェンコ（フィギュアスケーター）
- マイヤ・プリセツカヤ（マヤ‥、マーヤ‥）（バレリーナ。振付師でもあり監督としても活動していた）
- ニコライ・ブルガーニン（経済学者・政治家）
- ウラジーミル・プルギン（ロシア語版、英語版）（歴史家。大学教授でもあり、多くの分野における歴史の研究で名を馳せていた）
- ニキータ・フルシチョフ（政治家）
- ドミトリー・フールマノフ（プロレタリア文学者）
- ゲオルギー・プレハーノフ（ロシアの社会民主主義者）
- セルゲイ・プレミーニン（ソビエト海軍軍人）
- ティホン・フレンニコフ（作曲家）
- アレクサンドル・ブローク（作家）
- ウラジーミル・プロップ（民俗学者）
- アレクサンドル・ベイリンソン Aleksandr Beilinson （数学者、ユダヤ系）
- ボリス・ペトルシャンスキー Boris Vsevolodovič Petrušanskij（ピアニスト。ユダヤ系）
- パーヴェル1世（ロマノフ朝第9代ロシア皇帝。本名パーヴェル・ペトロヴィチ）
- ヴィタリー・ペトロフ（レーサー）
- ニコライ・ペトロフ（ギレリス、リヒテルと並ぶロシア（前二者はウクライナ出身だが）三大ピアニストの一人。ユダヤ系）
- アレクサンドル・ベノワ（画家）
- ゲオールギイ・ベリーエフ - ソ連の航空機設計者
- アレクサンドル・ベリャーエフ（SF作家）
- ヴィッサリオン・ベリンスキー（文芸批評家）
- オリガ・ベルゴーリツ Olga Berggolts (Bergholz) （ペテルブルク出身の作家）
- ラザーリ・ナウモヴィチ・ベルマン（ラザール・ベルマン）（ピアニスト）
- ボリス・ベレゾフスキー（企業家・政治家、ロゴヴァズ・グループ総裁）
- グリゴリー・ペレルマン （数学者）
- ジョージ・ホイニンゲン＝ヒューン（写真家）
- ピョートル・ボガトゥィリョーフ（ボガティリョーフ）（民族・民俗学者）
- ユーリー・ボガトゥィリョーフ
- ボリス・ポクロフスキイ（オペラ演出家）
- ドミートリー・ポジャールスキー（リューリク朝の公）
- ミハイル・ボトヴィニク（チェス選手）
- ミハイル・ホドルコフスキー（ユコス社長）
- ボリス・ポドルスキー（物理学者）
- ガブリール・ポポフ（政治家）
- アレクサンドラ・ステファノビッチ・ポポフ（無線通信発明者）
- ウラジーミル・ボリショフ（ロシア語版） （軍人。ソ連警備隊（ロシア語版）のエース・パイロット）
- エフゲニー・ポリワーノフ（言語学者）
- ユーリャ・ヴォルコヴァ（歌手）
- ユーリ・ヴォルコフ（政治家）
- ワレリー・ボルジン（政治家）
- アレクサンドル・ボロディン（作曲家）
- ナターリヤ・ボンダルチューク（俳優）

### マ行
- ニキタ・マガロフ（ピアニスト）
- ニキータ・マゼピン（レーサー）
- レオニード・マシーン（バレエダンサー・振付師）
- ウラディーミル・マトーリン（バス歌手）
- ユーリ・マニン（数学者、ユダヤ系）
- アレクサンドラ・マリーニナ（作家）
- イリヤ・マルコフ（陸上競技選手）
- サムイル・マルシャーク（作家）
- ゲオルギー・マレンコフ（政治家）
- クジマ・ミーニン（17世紀の商人。モスクワ・ロシア時代のバラフナ出身）
- アナスタシア・ミスキナ（テニス選手）
- ニコライ・ミハイロフスキー（文芸評論家・社会思想家）
- ニキータ・ミハルコフ（映画監督）
- ユーリヤ・ミハーリチク（歌手）
- パーヴェル・ミリュコーフ（政治家・歴史家）
- ミンコフスキー（曖昧さ回避）
  - ウジェーヌ・ミンコフスキー（心理学者。リトアニア系ユダヤ人）
- シュロモ・ミンツ（ヴァイオリニスト）
- モデスト・ムソルグスキー（作曲家）
- ミハイル・ムラヴィヨフ（革命家。ロシア帝国－ソビエト連邦時代にかけて活動した軍人でもある）
- ニコライ・ムラヴィヨフ＝アムールスキー（シベリア提督）
- エフゲニー・ムラヴィンスキー（指揮者）
- イリヤ・ムーロミェツ Ilya Muromets（ボガティーリ Bogatyr）
- ナジェジダ・フォン・メック（貴族。バルト・ドイツ人）
- ガリーナ・メルニク（ロシア語版）（卓球選手。本名はガリーナ・ニコラエヴナ・メーリニクである）
- ニコライ・メットネル（作曲家。ドイツ人）
- アレクサンドル・メラミード Aleksandr Melamid （画家。ユダヤ系）
- イリーナ・メレシナ（陸上競技選手）
- ドミトリ・メンデレーエフ(科学者)
- レオニード・モギー（モギリェフスキー） Léonide Moguy （映画監督。ユダヤ系）
- ボリス・モクロウソフ（作曲家）
- セルゲイ・モジャーキン（アイスホッケー選手）
- タマラ・モスクビナ（ソビエト連邦の女性フィギュアスケート選手）
- アレクサンドル・モソロフ（作曲家）
- ヴィクトル・モチュルスキー（昆虫学者。元はロシア帝国陸軍大佐であった）
- モロゾフ（曖昧さ回避）
- ヴャチェスラフ・モロトフ（政治家）

### ヤ行
- アレクセイ・フォン・ヤヴレンスキー Alexey von Jawlensky（画家）
- ロマン・ヤコブソン（言語学者）
- アレクサンドル・ヤコブレフ（政治家）
- レフ・ヤシン（サッカー選手）
- ドミトリー・ヤゾフ（軍人・政治家）
- ゲンナジー・ヤナーエフ（政治家）
- フェリックス・ユスポフ（貴族）
- ジナイダ・ユスポヴァ（貴族。女性相続人。フェリックス・ユスポフは息子である）

### ラ行
- アダム・ラクスマン（アダム・ラックスマン）（フィンランド系）
- オスカル・ラビン（リアノゾヴォ派の画家。ユダヤ系）
- セルゲイ・ラブロフ（政治家）
- ロブサン・ランパ（著作家）
- ペトル・リクノフ（ロシア語版、フランス語版）（自転車競技選手）
- エル・リシツキー（デザイナー）
- ボリース・リスノーフ（ソ連の航空機設計者、Li-2で知られる）
- マルク・リポヴェツキー（ポストモダニズムの作家。ユダヤ系）
- ユリア・リプニツカヤ（フィギュアスケート選手）
- ニコライ・リムスキー＝コルサコフ（作曲家）
- セルゲイ・リャブコフ（外交官）
- リンダ（歌手）
- アナトリー・ルキヤノフ（政治家）
- ユーリ・ルシコフ（政治家）
- ニコライ・チモフィエフ＝ルソフスキー（ロシア語版、英語版）（生物学者。ルイセンコ論争に反論していた学者の一人である）
- アレクサンドル・ルツコイ（政治家）
- アントン・ルビンシテイン（作曲家・ピアニスト）
- ニコライ・ルビンシテイン（作曲家・ピアニスト）
- イラ・ルビンシュテイン（）
- アンナ・レスコ（ルーマニアの歌手。父親がウクライナ・ロシア系）
- ワディム・レーピン（ヴァイオリニスト）
- ソロモン・レフシェッツ（数学者）
- ウラジーミル・レーベジェフ（画家）
- Professor Lebedinsky（ロシア語版）（歌手。本名はアレクセイ・イゴレヴィチ・レベディンスキー (Алексе́й И́горевич Лебеди́нский )）
- ウラジーミル・レーベンシュタイン Wladimir Iossifowitsch Lewenstein（レーベンシュタイン距離で知られる）
- ミハイル・レールモントフ（詩人、作家）
- マトヴェイ・ロイズマン Matvei Roizman（推理小説作家。ユダヤ系）
- ウラジーミル・アレクセイヴィッチ・ロタレフ (航空機用のジェットエンジンの開発に貢献した技術者)
- エドゥアルト・ロッセリ（政治家。ドイツ人）
- アレクサンドル・ロトチェンコ（写真家）
- ユーリー・ロートマン Yuri Lotman（文芸学者。ユダヤ系）
- ニコライ・ロバチェフスキー（数学者）
- エヴドキア・ロプヒナ（帝政ロシアの皇后の一人）
- ロマノフ家
- ミハイル・ロモノーソフ (博学者。元は漁師の家の出であった）

### ワ行
- ニコライ・ワルーエフ（プロボクサー。世界チャンピオン。）

## 北西連邦管区・沿ヴォルガ連邦管区の自治地区
- ゲンナジー・アイギ（詩人。チュヴァシ共和国出身のチュヴァシ人）
- アレクセイ・カザコフ（タタールスタン共和国・ナーベレジヌイェ・チェルヌイ出身の男子バレーボール選手）
- オルガ・カニスキナ（陸上競技選手）
- ボリス・グジ（ソ連諜報員）
- ソフィヤ・グバイドゥーリナ（作曲家。タタールスタン共和国出身のタタール人）
- タチアナ・シェミャキナ（陸上競技選手）
- ニコライ2世
- アレクセイ・ニコラエヴィチ (ロシア皇太子)
- アナスタシア・ニコラエヴナ（ロシア大公女）
- オリガ・ニコラエヴナ (ニコライ2世皇女)
- タチアナ・ニコラエヴナ（ロシア大公女）
- マリア・ニコラエヴナ (ニコライ2世皇女)
- アンドリアン・ニコラエフ（宇宙飛行士。ソビエト連邦出身のチュヴァシ人）
- エフゲニー・ベルズィン（元自転車競技選手）
- タチアナ・ボトキナ（エフゲニー・ボトキンの長女）
- エフゲニー・ボトキン（医師。ニコライ2世一家の主治医であった）
- ワレリー・ボルチン（陸上競技選手）

## 南部連邦管区
- マリア・アバクモワ（陸上競技選手）
- ユーリ・アンドロポフ（ソビエト連邦指導者。ユダヤ系）
- ミハイル・ゴルバチョフ（政治家）
- リュドミラ・コンドラチェワ（陸上競技選手）
- ワシーリー・サフォーノフ （ピアニスト。コサック）
- ウラジーミル・シュメイコ（政治家）
- エフレム・ジンバリスト（ヴァイオリニスト。ユダヤ系）
- アントン・チェーホフ（作家）
- ユーリ・チュマン（ロシア語版、英語版）（ソ連時代の連続殺人犯）
- ユーリ・ドゥビャギン（ロシア語版）（法学博士・哲学博士。元はソ連およびロシア国内において有名な刑事であり、現在はモスクワ国立機械工学大学（ロシア語版）の教授として活動している）
- ボリス・ネムツォフ（政治家。ユダヤ系）
- ルドルフ・バルシャイ（指揮者。ユダヤ系）
- タマラ・ブイコワ（陸上競技選手）
- コンスタンチン・ラヴロネンコ（俳優）
- アレクサンドル・レベジ（軍人・政治家）

## 北カフカース連邦管区
- ジャバル・アスケロフ （ダゲスタン共和国出身の格闘家。キックボクサー）
- アダロ・アリエフ（ロシア語版）（ダゲスタン共和国の詩人。ジャーナリストとしても活動している）
- シャミル・アリエフ（ロシア語版）（ミサイル開発者で宇宙技術研究者でもある。ダゲスタン共和国フンザフ地区（ロシア語版）出身）
- スルタン・アリエフ（ロシア語版、英語版）（格闘家。ダゲスタン共和国カスピスク出身）
- ユーリ・アンドロポフ（ソ連時代の政治家。詩人としても知られている。スタヴロポリ地方ナグツカヤ出身）
- エメリャン・ヴォロフ（ロシア語版、ウクライナ語版）[注 1]（軍人。ウクライナ人民共和国で大佐として活動していたが、ウクライナ社会主義革命党（ロシア語版、ウクライナ語版）へ所属し、のちにウクライナ共産党へ転身した。クバン州（現クラスノダール地方）出身）
- ジャスミン（歌手。ユダヤ系。ダゲスタン共和国デルベント出身）
- ヴォルク・ハン（格闘家。数多くの異名で呼ばれ、現在の格闘技界において最も影響を与えている人物の一人として知られる。また、高い功績を残していることでも注目を浴びている）
- アレクサンドル・ベルナルダッチ（ロシア語版、ルーマニア語版、英語版、ドイツ語版）（建築家。スタヴロポリ地方ピャチゴルスク出身）
- ウラジーミル・ボリショフ（ロシア語版、ウクライナ語版）（書誌学者、文学評論家、翻訳者、コンピューター科学の専門家。クラスノダール地方出身）

## アジア・ロシア（ウラル連邦管区・シベリア連邦管区・極東連邦管区）
- レーラ・アヴェルバフ（アウアーバハ） Lera Auerbach （作曲家。ユダヤ系）
- ニコライ・アクショーネンコ（政治家）
- ニコライ・アファナシエフ（政治家）
- イスハーク・アフメーロフ （ソ連の諜報員。チェキスト）
- イリーナ アルフェロヴァ Irina Alfyorova （女優）
- アリーナ・イブラギモヴァ（ロシア語版、ドイツ語版、英語版） （バイオリニスト。スヴェルドロフスク州ポレフスコイ（ロシア語版、英語版）出身）
- ボリス・エイフマン Boris Eifman （モダン・バレエ振付師。ユダヤ系）
- ボリス・エリツィン（政治家）
- コンスタンティン・オシポフ（ロシア語版）（ クラスノヤルスク出身の軍人、政治家。トルキスタン自治ソビエト社会主義共和国の軍事大臣で1919年の武装蜂起（ロシア語版）の首謀者）
- ヴァディム・カラシコフ（作曲家）
- アナトリー・カルポフ（チェス選手）
- アンドレイ・コジツィン（英語版）（実業家。ウラル採鉱冶金会社（ロシア語版、英語版）の最高経営責任者）
- 小原ブラス（タレント。ハバロフスク出身で幼少期に日本・兵庫県へ移住している。現在、日本にて外国人タレントとして活動）
- ヴィッサリオン・シェバリーン（作曲家）
- マリア・シャラポワ（テニス選手。ベラルーシ人）
- セルゲイ・ショイグ（トゥヴァ人）
- イーゴリ・スカチョフ（ロシア語版）（ピアニスト。指揮者。スヴェルドロフスク州カミシュロフ（ロシア語版）出身）
- ヴィクトル・スタルヒン（昭和期のプロ野球選手）
- インナ・スラフスカヤ（ユダヤ自治州出身、ユダヤ音楽の歌手）
- エフィム・ゼリマノフ（ハバロフスク出身の数学者）
- ゲンナジー・セレズニョフ（政治家、ジャーナリスト）
- イーゴリ・タム（物理学者。素粒子物理学を専門としていた）
- ユーリ・チャイカ（政治家、司法官僚。2006年から、同国連邦の検事総長）
- ディミトリー・チュディノフ（プロボクサー。イルクーツク州ブラーツク出身。元WBA世界ミドル級暫定王者）
- ヒョードル・チュディノフ（プロボクサー。元WBA世界スーパーミドル級スーパー王者。ディミトリー・チュディノフの弟）
- コンスタンティン・チェルネンコ（ソ連の指導者。ツングース人?）
- ルドルフ・ヌレエフ（バレエダンサー）
- アントーン・バーコフ（ロシア語版、英語版）（政治家。ソ連時代のスヴェルドロフスク州エカテリンブルク出身。現在、ロシア君主党（ロシア語版、英語版）の党首として活動）
- アレクサンドル・バーリャン(1890年生)（ロシア語版）（ソ連時代の詩人。ソビエト連邦作家同盟に所属）
- オスカル・ハフキン（作家）
- ヴィターリー・パヴロフ（ソ連の諜報員。チェキスト）
- ミハイル・フラトコフ（政治家。ユダヤ系）
- エレナ・プレスニヤコワ（ロシア語版）（歌手。エカテリンブルク出身）
- ウラジーミル・ウラジミロヴィチ・プレスニヤコフ（ロシア語版）（歌手、俳優。エレナ・プレスニヤコワは母。同名を持つウクライナ出身の父親と比較されることが多く、ミドルネームを省いて「Jr.」の接尾詞が記される場合がある）
- イヴァン・ペトロフ（バス歌手）
- アレクサンドル・ホロシャーヴィン（政治家。元サハリン州知事）
- ビクトル・ラシニコフ（英語版）（実業家。メタルルグ・マグニトゴルスクのオーナー）
- コズィン・ヴィクトル・ミハイロヴィチ（科学者）
- ドミトリ・メンデレーエフ（化学者）
- イヴァン・ヤリギン（ロシア語版）（アスリート選手。主にソ連時代の活躍が知られていた）
- ヤコフ・ユロフスキー（ニコライ2世一家の殺害を実行した銃殺隊を指揮していた処刑者。ユダヤ系）
- グリゴリー・ラスプーチン（正規の僧侶ではない僧）
- エゴール・リガチョフ（政治家）
- ニコライ・レザノフ（ロマノフ王朝時代の外交官）
- レフ・レベディンスキー（ロシア語版、英語版）（音楽学者。ミアス出身）
- ジェーニャ（声優、歌手、タレント）

サハリン・樺太出身者の一覧も参照

## その他の出身者
- アポーストル家 - ロシア帝国の貴族。ウクライナ・コサック長官の氏族の一つ。元はモルダヴィア公国の士族出身であった
- ヴォロンツォフ家（ロシア語版、英語版） - ロシア出身の貴族の一家
- カタカジ家（ロシア語版） - ロシア出身の貴族の一家
  - ガヴリル・カタカジ（ロシア語版）
  - コンスタンチン・カタカジ（ロシア語版）
  - ミハイル・カタカジ（ロシア語版）
- デミドフ家 - ロシア出身の貴族の一家。商人ならび産業資本家の家系の一派でもあった
- ムミー・トローリ - ロシアの4人組ロックバンド。リーダーはイリヤ・ラグテンコ（Илья Лагутенко）
- レフ・ナウモフ - 旧ソ連時代のユダヤ系ピアニストで作曲家。音楽教師として活動していたこともある。
- バーリャン家（ロシア語版） - 帝政ロシア時代の商人一族。バーリン家とも記される
- プッシー・ライオット - 同国のパンクロックグループ。ロシアの国政に対応する形で2011年後半に結成。パフォーマンスアートグループでもあり、抗議活動を行なっている存在として認知されている
- ワレンチン・プルギン - ソ連出身の詐欺師。役職を詐称して様々な企業の重要部署となっている所に勤めたりした他、書類偽造などを駆使してソ連邦英雄の称号を手にしたことで知られている
- アレクサンドル・プロンプトフ（ロシア語版、英語版） - ソ連時代の遺伝学者、鳥類学者
- ボーブリンスキー家 - ロシア帝国の貴族
- ラスコヴィイ・マイ（ロシア語版、英語版） - ソ連時代のロシアの音楽グループ。かつては「1980〜1990年代の伝説」と謳われていた。1992年解散
- ミリューチン家（ロシア語版） - ロシア出身の貴族の一家。ロシア皇帝ミハイル・ロマノフに従事していた存在の一派に数え上げられる
- ロズモーヴシクィイ家 - ロシア帝国の貴族。同帝国とオーストリア・ハンガリー帝国の伯爵家ならび公爵家で、元はウクライナ・コサックの氏族に由来する存在であった
- Na Na（ロシア語版） - 1989年にモスクワで設立された、ロシアのポップグループ
- ARAHIS - 双子の姉妹デュオ。日本でデビューを果たしており、主に歌謡曲をカバーする形で活動している
- アメリ - ヌードモデル。日本ではユリア（Julia、Yuliya）の芸名で活動しており、2011年7月以降から日本での活動を休止している

### カルムイク人
- ヴァレリー・ボグダノフ
- キルサン・イリュムジーノフ

### オセット人
- マルク・アフサラゴフ - 帝政ロシア時代の革命家。同時に政治家でもあった。テレク州（現・北オセチア・アラニア共和国ジゴラ（ロシア語版、英語版））出身
- ヴァレリー・ゲルギエフ
- 露鵬 - 北オセチア出身の大相撲力士。
- 白露山 - 同上。露鵬の弟。

### チェチェン人
- アフマド・カディロフ
- ルスラン・ハズブラートフ
- ジョハル・ドゥダエフ
- シャミル・バサエフ
- アスラン・マスハドフ

## 架空の人物
叙事詩
- イリヤー・ムーロメツ - 口承で伝えられている叙事詩『ブィリーナ』に登場する英雄の一人
- ドブルィニャ・ニキーティチ - 『ブィリーナ』に登場する英雄の一人
- アリョーシャ・ポポーヴィチ - 同じく『ブィリーナ』に登場する英雄の一人
- ワシーリィ・ブスラーエフ - 『ノヴゴロド圏ブィリーナ』に登場する人物の一人
- スヴャトゴール - 『ブィリーナ』に登場する、神格化された存在の一人
- ヴォルフ - 同じく『ブィリーナ』で登場する神格化された存在
- トゥガーリン・ズメエヴィチ - 同じく『ブィリーナ』で登場する人物の一人で悪役として知られる

小説
- アカーキイ・アカーキエウィッチ - ニコライ・ゴーゴリの短編小説『外套』に登場する人物の一人。作品の主人公でもある
- フョードル・パーヴロウィチ・カラマーゾフ - フョードル・ドストエフスキーの長編小説『カラマーゾフの兄弟』に登場する主要人物の一人
- ニコライ・フセヴォロドヴィチ・スタヴローギン - フョードル・ドストエフスキーの長編小説『悪霊』に登場する人物の一人で同作の主人公
- サイモン・ブレジネフ - 成田良悟のライトノベル『デュラララ!!』に登場する人物の一人

漫画
- イワン・ウイスキー - 石ノ森章太郎の漫画作品『サイボーグ009』に登場する架空の人物
- オメガレッド（英語版） - マーベル・コミック刊行のアメリカン・コミックに登場するヴィラン。 詳細は「X-MEN」を参照
- ゾリャー・ガガーリク - 武井宏之の漫画作品『シャーマンキング』に登場する架空の人物
- コロッサス（英語版） - マーベル・コミック刊行のアメリカン・コミックに登場する架空のキャラクター
- ヴォルグ・ザンギエフ - 森川ジョージの漫画作品『はじめの一歩』に登場する架空の人物
- 高梨 ミーシャ - 中村カンコの漫画作品『うちのメイドがウザすぎる!』に登場する架空の人物
- ブラック・ウィドウ - マーベル・コミック刊行のアメリカン・コミックに登場する架空のキャラクター
- マジック（英語版） - マーベル・コミック刊行のアメリカン・コミックに登場する架空のキャラクター
- グレゴリー・ミハイルビッチ - さいとう・たかをの漫画作品『ゴルゴ13』に登場する架空の人物
- ドーラ・ニコラエヴァ・ロマノフ - 同上の作品に登場する架空の人物
- ニコライ・セルゲヴィチ・ロマノフ - 同上の作品に登場する架空の人物

テレビドラマ
- ヴィクトル・ペトロヴィッチ・バリノフ - ロシア製作のTVドラマ『キッチン（ロシア語版）』に登場する人物の一人
- ヴァディム・カリャーギン - イギリス製作の「ミニ・シリーズ」ドラマ『マクマフィア』の登場人物でロシアンマフィアの大物
- セミヨン・クレイマン - 同じく『マクマフィア』の登場人物の一人でユダヤ系ロシア人のビジネスマン

映画
- アウグスト・クラトフ - 『ガーディアンズ』に登場する架空の人物。ヴィラン
- エレーナ・ラーリナ - 同上の作品に登場する架空の人物
- ユーリー・クレンスキー - 『フルスタリョフ、車を!』に登場する架空の人物。赤軍の将軍にして脳外科医でもある
- セルゲイ・ペトローヴィチ・コトフ - 『戦火のナージャ』ならび『遥かなる勝利へ』に登場する架空の人物

アニメ
- ヤスミンカ・アントネンコ - 『リトルウィッチアカデミア』に登場する架空の人物
- アルゴ・ガルスキー - 『機動武闘伝Gガンダム』に登場する架空の人物
- ユーリ・キリアン - 『カレイドスター』に登場する架空の人物
- セルゲイ・クラコフスキー - 『機神大戦ギガンティック・フォーミュラ』に登場する架空の人物
- タチアナ・グリゴリエフ - 同上の作品に登場する架空の人物
- ボリス・ジャブロフ - 攻殻機動隊 S.A.C.シリーズに登場する架空の人物
- ヴィクトル・ニキフォロフ - 『ユーリ!!! on ICE』に登場する架空の人物
- ミラ・バビチェヴァ - 『ユーリ!!! on ICE』に登場する架空の人物
- 蘇芳・パブリチェンコ - 『DARKER THAN BLACK -流星の双子-』に登場する架空の人物
- ユーリ・プリセツキー - 『ユーリ!!! on ICE』に登場する架空の人物
- ユング・フロイト - 『トップをねらえ!』に登場する架空の人物
- クルツコワ・ボスエリノフ - 攻殻機動隊 S.A.C.シリーズに登場する架空の人物
- ギオルギー・ポポーヴィッチ - 『ユーリ!!! on ICE』に登場する架空の人物
- マンダーク - 『デクスターズラボ』に登場する架空のキャラクター
- アイラ・ヴェフェラスカ・ロスノフスキ - 『バトルアスリーテス大運動会』に登場する架空の人物

コンピュータゲーム
- アリサ・イリーニチナ・アミエーラ - バンダイナムコエンターテインメント（ナムコレーベル）発売のゲーム作品『ゴッドイーター』シリーズに登場するキャラクター
- アリサ・ボスコノビッチ - 同メーカー発売のゲーム作品『鉄拳シリーズ』に登場する架空のキャラクター
- ヴィレン - サミー発売（開発はディンプス）の対戦格闘ゲーム作品『ザ・ランブルフィッシュ』シリーズに登場する架空のキャラクター
- カルノフ - データイースト製作・発売のアクションゲーム作品『カルノフ』ならび『ファイターズヒストリー』シリーズに登場する架空のキャラクター。
- ザンギエフ - カプコン発売の対戦格闘ゲーム作品『ストリートファイター』シリーズに登場する架空の人物
- ネクロ - 同社発売の対戦格闘ゲーム作品『ストリートファイターIII』シリーズに登場する架空の人物
- トゥエルヴ - 同社の対戦型格闘ゲーム作品『ストリートファイターIII 3rd STRIKE』に登場する架空のキャラクター
- ジャック - バンダイナムコエンターテインメント発売のゲーム作品『鉄拳シリーズ』に登場する架空のキャラクター
- セルゲイ・ドラグノフ - 同メーカー発売のゲーム作品『鉄拳シリーズ』に登場する架空のキャラクター
- チェルノブ - データイースト製作・発売のアクションゲーム作品『チェルノブ』ならび『ファイターズヒストリー 〜溝口危機一髪!!〜』に登場する架空のキャラクター
- Dr.ボスコノビッチ - バンダイナムコエンターテインメント発売のゲーム作品『鉄拳シリーズ』に登場する架空のキャラクター
- バイマン - コーエーテクモゲームス（旧テクモ）ら複数のゲームメーカー企業から発売されている「デッド オア アライブ シリーズ」に登場する架空のキャラクター
- エミリオ・ミハイロフ - タイトー製作・販売のゲーム作品『サイキックフォース』シリーズに登場する架空の人物
- ターニャ・リピンスキー - ハドソン販売（開発はレッド・エンタテインメント）のノベルアドベンチャーゲーム作品「北へ。」に登場する架空のキャラクター
- ミリア・レイジ - アークシステムワークス制作の2D対戦格闘ゲーム「GUILTY GEARシリーズ」に登場する架空の人物